# ألفرد ملنر
ألفرد ملنر أو الڤايكونت الأول ملنر (بالإنجليزية: Alfred Milner, 1st Viscount Milner)‏(23 مارس 1854 - 13 مايو 1925)، كان رجل دولة ومدير مستعمرات بريطاني لعب دور قيادي بارز في صياغة السياسة الداخلية والخارجية فيما بين منتصف عقد 1890 حتى أوائل عقد 1920. وكان أيضا شخصية محورية في الإمبراطورية البريطانية في الأحداث التي أدت إلى نشوب حرب البوير الثانية بين أعوام 1899 و1902، وأثناء عمله كمفوض عام، اشتهر بالإضافة إلى ذلك بإشرافه على جمع الأعضاء الشباب للخدمة المدنية الجنوب أفريقية، والتي تعرف بشكل غير رسمي باسم كندركارتن ملنر، الذين في بعض الحالات، أصبحوا شخصيات بارزة في إدارة الإمبراطورية البريطانية. في المرحلة الأخيرة من حياته، من ديسمبر 1916 حتى نوفمبر 1918، كان من أبرز أعضاء مجلس وزراء الحرب برئاسة ديفيد لويد جورج.

## وصلات خارجية
- السيرة الذاتية لألفريد فيكونت ميلنر في أرشيف كلية نيو كوليج
- فهرس أوراق ألفريد ميلنر في مكتبة بودليان، أكسفورد
- فهرس الأوراق الإضافية لألفريد ميلنر في مكتبة بودليان، أكسفورد
- NEXUS: تاريخ قصير للمائدة المستديرة - مستخرج من مجلة Nexus، المجلد 12، العدد 3 (أبريل - مايو 2005)
- مؤلفات لألفريد فيكونت في مشروع غوتنبرغ
- التشريع الذي يؤثر على السكان الأصليين في الترانسفال، 1902
- موسوعة بريتانيكا صعود أدولف هتلر إلى سلطة
- مرجع " رابط إلى صفحة فيسبوك لورد ألفريد ميلنر"